# 31 mai 1961
Le mercredi 31 mai 1961 est le 151e jour de l'année 1961.

## Naissances
- Andrä Rupprechter, politicien autrichien
- Dave Siegler, joueur de tennis américain
- István Busa, escrimeur hongrois
- Jarosław Jęchorek, joueur de basket-ball polonais
- Jean-Philippe Duracka, cycliste français
- Lea Thompson, actrice américaine
- Marios Karoyian, homme politique chypriote
- Nabil Barakati (mort le 8 mai 1987), syndicaliste tunisien
- Stéphane Bolze, pilote de montgolfière français

## Décès
- Joseph Knubel (né le 2 mars 1881), guide de haute montagne suisse
- Michael Barne (né le 15 octobre 1877), explorateur polaire britannique
- Octave Meynier (né le 22 février 1874), officier français
- Renaud Jean (né le 16 août 1887), personnalité politique française
- Roger Gavoury (né le 7 avril 1911), commissaire de police français

## Événements
- Proclamation de la République d'Afrique du Sud.